# Dekanaty Kościoła rzymskokatolickiego w Polsce
Obecnie (wg stanu na 2019 r.) w Polsce w 41 rzymskokatolickich diecezjach istnieje 1135 dekanatów, 9 w Ordynariacie Polowym Wojska Polskiego.
| (archi)diecezja         | liczba dekanatów | Skrót | (archi)diecezja | liczba dekanatów | Skrót | (archi)diecezja         | liczba dekanatów | Skrót |
| ----------------------- | ---------------- | ----- | --------------- | ---------------- | ----- | ----------------------- | ---------------- | ----- |
| białostocka             | 13               | BIA   | krakowska       | 45               | KRA   | siedlecka               | 25               | SIE   |
| bielsko-żywiecka        | 23               | BIE   | legnicka        | 28               | LEG   | sosnowiecka             | 23               | SOS   |
| bydgoska                | 19               | BYD   | łódzka          | 27               | LOD   | świdnicka               | 24               | SWI   |
| częstochowska           | 35               | CZE   | łomżyńska       | 24               | LOM   | szczecińsko-kamieńska   | 36               | SZC   |
| drohiczyńska            | 11               | DRO   | łowicka         | 21               | LOW   | tarnowska               | 43               | TAR   |
| elbląska                | 21               | ELB   | lubelska        | 28               | LUB   | toruńska                | 24               | TOR   |
| ełcka                   | 22               | ELC   | opolska         | 36               | OPO   | warmińska               | 21               | WAR   |
| gdańska                 | 24               | GDA   | pelplińska      | 30               | PEL   | warszawsko-praska       | 21               | WAS   |
| gliwicka                | 16               | GLI   | płocka          | 28               | PLO   | warszawska              | 25               | WAW   |
| gnieźnieńska            | 30               | GNI   | poznańska       | 43               | POZ   | włocławska              | 33               | WLO   |
| kaliska                 | 33               | KAL   | przemyska       | 41               | PRZ   | wrocławska              | 33               | WRO   |
| katowicka               | 37               | KAT   | radomska        | 29               | RAD   | zamojsko-lubaczowska    | 19               | ZAM   |
| kielecka                | 33               | KIE   | rzeszowska      | 25               | RZE   | zielonogórsko-gorzowska | 30               | ZIE   |
| koszalińsko-kołobrzeska | 24               | KOS   | sandomierska    | 25               | SAN   | ordynariat polowy WP    | 7                | ORD   |

Poniższa lista zawiera wykaz polskich dekanatów ułożonych w kolejności alfabetycznej.

## Indeks
A – B – C – D – E – F – G – H – I – J – K – L – Ł – M – N – O – P – R – S – Ś – T – U – W – Z – Ż – Zniesione dekanaty – Zobacz też

## A
| - Adamów (SIE) - Aleksandrów Kujawski (WLO) | - Aleksandrów Łódzki (LOD) - Andrychów (BIE) | - Augustów – MB Królowej Polski (ELC) - Augustów – św. Bartłomieja Apostoła (ELC) |

   (wróć do indeksu)

## B
| - Babice (KRA) - Babimost (ZIE) - Banie (SZC) - Baranów Sandomierski (SAN) - Barcin (GNI) - Barczewo (WAR) - Barlinek (SZC) - Bartoszyce (WAR) - Barwice (KOS) - Bądkowo (WLO) - Bełchatów (LOD) - Bełżyce (LUB) - Będzin (SOS) - Biała (OPO) - Biała Piska (ELC) - Biała Podlaska – Południe (SIE) - Biała Podlaska – Północ (SIE) - Biała Rawska (LOW) - Białka Tatrzańska (KRA)\ - Białe Błota (BYD) - Białogard (KOS) - Biały Dunajec (KRA) - Białystok – Bacieczki (BIA) - Białystok – Białostoczek (BIA) - Białystok – Dojlidy (BIA) - Białystok – Nowe Miasto (BIA) - Białystok – Starosielce (BIA) - Białystok – Śródmieście (BIA) - Biecz (RZE) - Bielawa (SWI) - Bielsk (PLO) - Bielsk Podlaski (DRO) | - Bielsko-Biała I – Centrum (BIE) - Bielsko-Biała II – Stare Bielsko (BIE) - Bielsko-Biała III – Wschód (BIE) - Bieruń (KAT) - Bierzgłowo (TOR) - Biłgoraj-Południe (ZAM) - Biłgoraj-Północ (ZAM) - Bircza (PRZ) - Biskupiec Reszelski (WAR) - Blachownia (CZE) - Błaszki (KAL) - Błażowa (PRZ) - Błonie (WAW) - Bobolice (KOS) - Bobowa (TAR) - Bochnia Wschód (TAR) - Bochnia Zachód (TAR) - Bodzanów (PLO) - Bodzentyn (KIE) - Bogatynia (LEG) - Boguchwała (RZE) - Boguszowice (KAT) - Bolechowice (KRA) - Bolesławiec (KAL) - Bolesławiec Wschód (LEG) - Bolesławiec Zachód (LEG) - Bolków (SWI) - Borek (POZ) - Borów (WRO) | - Borzyszkowy (PEL) - Bralin (KAL) - Branice (OPO) - Braniewo (WAR) - Brańsk (DRO) - Brodnica (TOR) - Brusy (PEL) - Brwinów (WAW) - Brzeg południe (WRO) - Brzeg północ (WRO) - Brzeg Dolny (WRO) - Brzesko (TAR) - Brześć Kujawski (WLO) - Brzeziny Łódzkie (LOD) - Brzeźnica nad Wartą (CZE) - Brzostek (RZE) - Brzozów (PRZ) - Buk (POZ) - Busko-Zdrój (KIE) - Bychawa (LUB) - Bydgoszcz I (BYD) - Bydgoszcz II (BYD) - Bydgoszcz III (BYD) - Bydgoszcz IV (BYD) - Bydgoszcz V (BYD) - Bydgoszcz VI (BYD) - Bystrzyca Kłodzka (SWI) - Bytom (GLI) - Bytom-Miechowice (GLI) - Bytów (PEL) |

   (wróć do indeksu)

## C
| - Cedynia (SZC) - Chełm – Wschód (LUB) - Chełm – Zachód (LUB) - Chełmno (TOR) - Chełmża (TOR) - Chęciny (KIE) - Chmielnik (KIE) - Chocianów (LEG) - Chodecz (WLO) - Chodzież (GNI) - Chojna (SZC) - Chojnice (PEL) - Chojnów (LEG) - Chorzele (LOM) - Chorzów (KAT) - Choszczno (SZC) | - Chrzanów (KRA) - Ciechanowiec (DRO) - Ciechanów Wschód (PLO) - Ciechanów Zachód (PLO) - Cieszanów (ZAM) - Cieszyn (BIE) - Ciężkowice (TAR) - Czarna (RAD) - Czarne (KOS) - Czarnków (POZ) - Czarnolas (RAD) - Czarny Dunajec (KRA) - Czchów (TAR) - Czechowice-Dziedzice (BIE) - Czeladź (SOS) - Czemierniki (LUB) | - Czermin (KAL) - Czernichów (KRA) - Czernikowo (WLO) - Czersk (WAW) - Czersk (PEL) - Czerwonak (POZ) - Częstochowa – NMP Jasnogórskiej (CZE) - Częstochowa – Podwyższenia Krzyża Świętego (CZE) - Częstochowa – św. Antoniego z Padwy (CZE) - Częstochowa – św. Józefa (CZE) - Częstochowa – św. Wojciecha (CZE) - Częstochowa – św. Zygmunta (CZE) - Człuchów (PEL) - Czudec (RZE) - Czyżew (LOM) |

   (wróć do indeksu)

## D
| - Daleszyce (KIE) - Damasławek (GNI) - Darłowo (KOS) - Dąbrowa Białostocka (BIA) - Dąbrowa Górnicza – Najświętszego Serca Pana Jezusa (SOS) - Dąbrowa Górnicza – NMP Anielskiej (SOS) - Dąbrowa Górnicza – św. Antoniego z Padwy (SOS) - Dąbrowa Tarnowska (TAR) - Dębica Wschód (TAR) - Dębica Zachód (TAR) - Dębieńsko (KAT) - Dębno (SZC) | - Dębowiec (RZE) - Dobczyce (KRA) - Dobra (WLO) - Dobre Miasto (WAR) - Dobrodzień (OPO) - Dobrzyca (KAL) - Dobrzyń nad Drwęcą (PLO) - Dobrzyń nad Wisłą (PLO) - Domanice (SIE) - Domaradz (PRZ) - Drawno (SZC) | - Drawsko Pomorskie (KOS) - Drezdenko (ZIE) - Drohiczyn (DRO) - Drzewica (RAD) - Dubiecko (PRZ) - Dukla (PRZ) - Dynów (PRZ) - Działdowo (TOR) - Działoszyn (CZE) - Dzierzgoń (ELB) - Dzierzgowo (PLO) - Dzierżoniów (SWI) |

   (wróć do indeksu)

## E
| - Elbląg Południe (ELB) - Elbląg Północ (ELB) | - Elbląg Śródmieście (ELB) - Ełk – MB Fatimskiej (ELC) | - Ełk – Miłosierdzia Bożego (ELC) - Ełk – Świętej Rodziny (ELC) |

   (wróć do indeksu)

## F
| - Filipów (ELC) | - Frysztak (RZE) |

   (wróć do indeksu)

## G
| - Garbów (LUB) - Garwolin (SIE) - Gąbin (PLO) - Gdańsk-Dolne Miasto (GDA) - Gdańsk-Łostowice (GDA) - Gdańsk-Oliwa (GDA) - Gdańsk-Przymorze (GDA) - Gdańsk-Siedlce (GDA) - Gdańsk-Śródmieście (GDA) - Gdańsk-Wrzeszcz (GDA) - Gdynia-Chylonia (GDA) - Gdynia-Oksywie (GDA) - Gdynia-Orłowo (GDA) - Gdynia-Śródmieście (GDA) - Gidle (CZE) - Giżycko – św. Krzysztofa (ELC) - Giżycko – św. Szczepana Męczennika (ELC) - Gliwice (GLI) - Gliwice– Łabędy (GLI) - Gliwice – Sośnica (GLI) - Głogów – NMP Królowej Polski (ZIE) - Głogów – św. Mikołaja (ZIE) - Głogów Małopolski (RZE) - Głogówek (OPO) - Głowaczów (RAD) | - Głowno (LOW) - Główczyce (PEL) - Głubczyce (OPO) - Głuchołazy (OPO) - Głuszyca (SWI) - Gniew (PEL) - Gniewino (PEL) - Gniewkowo (GNI) - Gniezno I (GNI) - Gniezno II (GNI) - Golczewo (SZC) - Golejów (KAT) - Goleniów (SZC) - Goleszów (BIE) - Golina (GNI) - Golub (TOR) - Gołdap (ELC) - Gołuchów (KAL) - Gorlice (RZE) - Gorzkowice (CZE) - Gorzów Śląski (OPO) - Gorzów Wielkopolski – Chrystusa Króla (ZIE) - Gorzów Wielkopolski – Katedra (ZIE) - Dekanat Gorzów Wielkopolski – Świętej Trójcy (ZIE) - Dekanat Gorzyce Śląskie (KAT) - Gorzyce (diecezja sandomierska) (SAN) | - Gostynin (PLO) - Gostyń (POZ) - Gościęcin (OPO) - Gościno (KOS) - Góra wschód (WRO) - Góra zachód (WRO) - Górowo Iławeckie (WAR) - Górzno (TOR) - Grabowiec (ZAM) - Grabownica (PRZ) - Grabów (KAL) - Grajewo (LOM) - Grębków (SIE) - Grodków (OPO) - Grodzisk Mazowiecki (WAW) - Grodzisk Wielkopolski (POZ) - Grójec (WAW) - Grudziądz I (TOR) - Grudziądz II (TOR) - Grunwald (WAR) - Grybów (TAR) - Gryfice (SZC) - Gryfino (SZC) - Gryfów Śląski (LEG) - Gubin (ZIE) |

   (wróć do indeksu)

## H
| - Hajnówka (DRO) - Hańsk (SIE) | - Hrubieszów-Południe (ZAM) | - Hrubieszów-Północ (ZAM) |

   (wróć do indeksu)

## I
| - Inspektoratu Wsparcia Sił Zbrojnych (ORD) - Inspektoratu Wojskowej Służby Zdrowia (ORD) - Iława – Wschód (ELB) - Iława – Zachód (ELB) - Iłża (RAD) | - Inowrocław I (GNI) - Inowrocław II (GNI) - Ińsko (SZC) | - Istebna (BIE) - Izbica Kujawska (WLO) |

   (wróć do indeksu)

## J
| - Jabłonka (KRA) - Jabłonowo Pomorskie (TOR) - Jaćmierz (PRZ) - Jadów (WAS) - Janów Lubelski (SAN) - Janów Podlaski (SIE) - Jarocin (KAL) - Jarosław I (PRZ) - Jarosław II (PRZ) - Jarosław III (PRZ) - Jaroszowiec (SOS) - Jasło Wschód (RZE) | - Jasło Zachód (RZE) - Jastrowie (KOS) - Jastrzębie Górne (KAT) - Jastrzębie-Zdrój (KAT) - Jawiszowice (BIE) - Jawor (LEG) - Jaworzno – NMP Nieustającej Pomocy (SOS) - Jaworzno – św. Wojciecha i św. Katarzyny (SOS) - Jedlińsk (RAD) - Jedwabne (LOM) - Jelcz-Laskowice (WRO) | - Jelenia Góra Wschód (LEG) - Jelenia Góra Zachód (LEG) - Jeleśnia (BIE) - Jeżewo (PEL) - Jędrzejów (KIE) - Jordanów (KRA) - Józefów (ZAM) - Jutrosin (POZ) |

   (wróć do indeksu)

## K
| - Kadzidło (LOM) - Kalisz I (KAL) - Kalisz II (KAL) - Kalwaria (KRA) - Kalwaria Pacławska (PRZ) - Kamieniec Ząbkowicki (SWI) - Kamienna Góra Wschód (LEG) - Kamienna Góra Zachód (LEG) - Kamień Krajeński (PEL) - Kamień Pomorski (SZC) - Kamień Śląski (OPO) - Kampinos (WAW) - Kańczuga (PRZ) - Kartuzy (PEL) - Katowice-Bogucice (KAT) - Katowice-Panewniki (KAT) - Katowice-Śródmieście (KAT) - Katowice-Załęże (KAT) - Kazimierz Dolny (LUB) - Kazimierza Wielka (KIE) - Kąty Wrocławskie (WRO) - Kcynia (BYD) - Kędzierzyn (OPO) - Kępno (KAL) - Kętrzyn (WAR) - Kęty (BIE) - Kielce-Południe (KIE) - Kielce-Północ (KIE) - Kielce-Śródmieście (KIE) - Kielce-Zachód (KIE) - Kielno (GDA) - Kietrz (OPO) - Kiszkowo (GNI) - Kleczew (GNI) - Klimontów (SAN) - Kluczbork (OPO) - Kłecko (GNI) - Kłobuck (CZE) - Kłodawa (WLO) - Kłodzko (SWI) | - Kłomnice (CZE) - Knurów (KAT) - Knyszyn (BIA) - Kobylin (LOM) - Kobyłka (WAS) - Kochłowice (KAT) - Kodrąb (CZE) - Kolbudy (GDA) - Kolbuszowa Wschód (RZE) - Kolbuszowa Zachód (RZE) - Kolno (LOM) - Koluszki (LOD) - Kołbacz (SZC) - Koło (WLO) - Kołobrzeg (KOS) - Komarówka Podlaska (SIE) - Komorniki (POZ) - Koniecpol (KIE) - Konin I (WLO) - Konin II (WLO) - Konin III (WLO) - Konopnica (LUB) - Konstancin-Jeziorna (WAW) - Konstantynów Łódzki (LOD) - Końskie (RAD) - Koprzywnica (SAN) - Koronowo (PEL) - Korycin (BIA) - Kostrzyn (ZIE) - Kostrzyn Wielkopolski (POZ) - Koszalin (KOS) - Kościan (POZ) - Kościelec Kolski (WLO) - Kościerzyna (PEL) - Kowal (WLO) - Kowalewo Pomorskie (TOR) - Koziegłowy (CZE) - Kozienice (RAD) - Koźle (OPO) - Koźmin (KAL) - Koźminek (KAL) - Kożuchów (ZIE) - Kórnik (POZ) | - Kraków-Bieńczyce (KRA) - Kraków-Borek Fałęcki (KRA) - Kraków-Bronowice (KRA) - Kraków-Centrum (KRA) - Kraków-Kazimierz (KRA) - Kraków-Krowodrza (KRA) - Kraków-Mogiła (KRA) - Kraków-Podgórze (KRA) - Kraków-Prądnik (KRA) - Kraków-Prokocim (KRA) - Kraków-Salwator (KRA) - Krapkowice (OPO) - Krasnobród (ZAM) - Krasnosielc (LOM) - Krasnystaw – Wschód (LUB) - Krasnystaw – Zachód (LUB) - Kraśnik (LUB) - Krobia (POZ) - Krosno I (PRZ) - Krosno II (PRZ) - Krosno III (PRZ) - Krosno Odrzańskie (ZIE) - Krościenko nad Dunajcem (TAR) - Krośniewice (LOW) - Krotoszyn (KAL) - Kruszwica (GNI) - Krynica Morska (ELB) - Krynica-Zdrój (TAR) - Krynki (BIA) - Krzepczów (LOD) - Krzepice (CZE) - Krzeszowice (KRA) - Krzywiń (POZ) - Kudowa-Zdrój (SWI) - Kurowice (LOD) - Kurzętnik (TOR) - Kutno – św. Michała Archanioła (LOW) - Kutno – św. Wawrzyńca (LOW) - Kuźnia Raciborska (GLI) - Kwidzyn – Śródmieście (ELB) - Kwidzyn – Zatorze (ELB) |

   (wróć do indeksu)

## L
| - Laski (WAW) - Lądek-Zdrój (SWI) - Legionowo (WAS) - Legnica Wschód (LEG) - Legnica Zachód (LEG) - Lelów (KIE) - Lesko (PRZ) - Leszno (POZ) - Leśna (LEG) - Leśnica (OPO) - Leżajsk I (PRZ) - Leżajsk II (PRZ) - Lębork (PEL) - Libiąż (KRA) - Lidzbark Warmiński (WAR) | - Lidzbark Welski (TOR) - Limanowa (TAR) - Lipiany (SZC) - Lipnica Murowana (TAR) - Lipno (WLO) - Lipsk (ELC) - Lipsko (RAD) - Lubaczów (ZAM) - Lubań (LEG) - Lubartów (LUB) - Lubawa (TOR) - Lubicz (WLO) - Lubiewo (PEL) - Lubin Wschód (LEG) - Lubin Zachód (LEG) - Lublin – Podmiejski (LUB) | - Lublin – Południe (LUB) - Lublin – Północ (LUB) - Lublin – Śródmieście (LUB) - Lublin – Wschód (LUB) - Lublin – Zachód (LUB) - Lubliniec (GLI) - Lubochnia (LOW) - Luboń (POZ) - Lubraniec (WLO) - Lubsko (ZIE) - Lutowiska (PRZ) - Lututów (KAL) - Luzino (GDA) - Lwówek (POZ) - Lwówek Śląski (LEG) |

   (wróć do indeksu)

## Ł
| - Łabiszyn (BYD) - Łany (OPO) - Łańcut I (PRZ) - Łańcut II (PRZ) - Łapy (LOM) - Łasin (TOR) - Łask (LOD) - Łaskarzew (SIE) - Łaszczów (ZAM) - Łaziska (KAT) - Łazy (SOS) - Łącko (TAR) - Łeba (PEL) - Łęczna (LUB) | - Łęczyca (LOW) - Łęknica (ZIE) - Łobez (SZC) - Łobżenica (BYD) - Łochów (DRO) - Łodygowice (BIE) - Łomża – św. Brunona (LOM) - Łomża – św. Michała Archanioła (LOM) - Łopuszno (KIE) - Łosice (SIE) - Łowicz – Katedra (LOW) - Łowicz – Świętego Ducha (LOW) - Łódź-Bałuty (LOD) | - Łódź-Chojny-Dąbrowa (LOD) - Łódź-Olechów (LOD) - Łódź-Radogoszcz (LOD) - Łódź-Retkinia-Ruda (LOD) - Łódź-Stoki (LOD) - Łódź-Śródmieście (LOD) - Łódź-Teofilów-Żubardź (LOD) - Łódź-Widzew (LOD) - Łuków I (SIE) - Łuków II (SIE) - Łukta (WAR) - Łupawa (PEL) - Łużna (TAR) |

   (wróć do indeksu)

## M
| - Maków Mazowiecki (PLO) - Maków Podhalański (KRA) - Malbork I (ELB) - Malbork II (ELB) - Małogoszcz (KIE) - Marynarki Wojennej (ORD) - Masłów (KIE) - Maszewo (SZC) - Miastko (KOS) - Michów (LUB) - Miechów (KIE) - Miedźna (KAT) - Miedźno (CZE) - Miejsce Piastowe (PRZ) - Mielec Południe (TAR) - Mielec Północ (TAR) - Mielno (KOS) - Mieszkowice (SZC) - Międzybrodzie (BIE) | - Międzychód (POZ) - Międzylesie (SWI) - Międzyrzec Podlaski (SIE) - Miękinia (WRO) - Mikołajki (ELC) - Mikołów (KAT) - Mikstat (KAL) - Milicz (WRO) - Milówka (BIE) - Miłomłyn (ELB) - Miłosław (GNI) - Mińsk Mazowiecki I (WAS) - Mińsk Mazowiecki II (WAS) - Mirosławiec (KOS) - Mława Wschód (PLO) - Mława Zachód (PLO) - Modliborzyce (SAN) - Mogielnica (WAW) - Mogilany (KRA) - Mogilno (GNI) - Mokrsko (CZE) | - Mońki (BIA) - Morawica (KIE) - Morąg (ELB) - Morski (GDA) - Mrągowo (WAR) - Mrocza (BYD) - Mstów (CZE) - Mszana Dolna (KRA) - Mszczonów (LOW) - Murowana Goślina (GNI) - Mysłakowice (LEG) - Mysłowice (KAT) - Myszków (CZE) - Myszyniec (LOM) - Myślenice (KRA) - Myślibórz (SZC) |

   (wróć do indeksu)

## N
| - Nakło (BYD) - Namysłów wschód (WRO) - Namysłów zachód (WRO) - Narol (ZAM) - Nasielsk (PLO) - Nidzica (WAR) - Niedobczyce (KAT) - Niedzica (KRA) - Niegowić (KRA) - Niemodlin (OPO) - Niepołomice (KRA) | - Nieszawa (WLO) - Nisko (SAN) - Nowa Dęba (SAN) - Nowa Ruda (SWI) - Nowa Ruda-Słupiec (SWI) - Nowa Sól (ZIE) - Nowe Miasto (POZ) - Nowe Miasto Lubawskie (TOR) - Nowe Miasto nad Pilicą (LOW) - Nowe nad Wisłą (PEL) - Nowogard (SZC) - Nowogrodziec (LEG) - Nowy Dwór Gdański (ELB) | - Nowy Dwór Mazowiecki (WAS) - Nowy Korczyn (KIE) - Nowy Sącz Centrum (TAR) - Nowy Sącz Wschód (TAR) - Nowy Sącz Zachód (TAR) - Nowy Staw (ELB) - Nowy Targ (KRA) - Nowy Żmigród (RZE) - Nysa (OPO) |

   (wróć do indeksu)

## O
| - Oborniki Wielkopolskie (POZ) - Odolanów (KAL) - Olecko – Niepokalanego Poczęcia NMP (ELC) - Olecko – św. Jana Apostoła (ELC) - Olesno (OPO) - Oleśnica wschód (WRO) - Oleśnica zachód (WRO) - Olkusz (SOS) - Olsztyn (CZE) - Olsztyn Południe (WAR) - Olsztyn Północ (WAR) - Olsztyn Śródmieście (WAR) - Olsztynek (WAR) - Oława (WRO) | - Ołobok (KAL) - Ołpiny (TAR) - Opatów (SAN) - Opatówek (KAL) - Opoczno (RAD) - Opole (OPO) - Opole Lubelskie (LUB) - Opole-Szczepanowice (OPO) - Orneta (WAR) - Orzesze (KAT) - Orzysz – św. Jana Pawła II (ELC) - Osieck (SIE) - Osiek (BIE) - Osielsko (BYD) - Osjaków (CZE) - Ostrołęka – Nawiedzenia NMP (LOM) - Ostrołęka – św. Antoniego (LOM) | - Ostrowiec Świętokrzyski (SAN) - Ostróda (WAR) - Ostrów Mazowiecka – Chrystusa Dobrego Pasterza (LOM) - Ostrów Mazowiecka – Wniebowzięcia NMP (LOM) - Ostrów Wielkopolski I (KAL) - Ostrów Wielkopolski II (KAL) - Ostrzeszów (KAL) - Oświęcim (BIE) - Otmuchów (OPO) - Otwock (WAS) - Otwock Kresy (WAS) - Ozimek (OPO) - Ozorków (LOD) - Ożarów (SAN) |

   (wróć do indeksu)

## P
| - Pabianice (LOD) - Paczków (OPO) - Pajęczno (CZE) - Parczew (SIE) - Pasłęk I (ELB) - Pasłęk II (ELB) - Pawłowice (KAT) - Pcim (KRA) - Pelplin (PEL) - Piaseczno (WAW) - Piaski (LUB) - Piątek (LOW) - Piątnica (LOM) - Piekary Śląskie (KAT) - Piekoszów (KIE) - Pietrowice Wielkie (OPO) - Pilica (SOS) - Pilzno (TAR) - Piła (KOS) - Piława Górna (SWI) - Pińczów (KIE) - Pionki (RAD) - Piotrków Kujawski (WLO) - Piotrków Trybunalski (LOD) - Pisz (ELC) - Piwniczna (TAR) - Pleszew (KAL) | - Pławniowice (GLI) - Płock Wschód (PLO) - Płock zachodni (PLO) - Płońsk Południe (PLO) - Płońsk Północ (PLO) - Pniewy (POZ) - Pobiedziska (GNI) - Poddębice (LOD) - Pogrzebień (KAT) - Polanica-Zdrój (SWI) - Polanów (KOS) - Police (SZC) - Polkowice (LEG) - Połaniec (SAN) - Połczyn-Zdrój (KOS) - Poraj (CZE) - Porąbka Uszewska (TAR) - Poznań-Jeżyce (POZ) - Poznań-Łazarz (POZ) - Poznań-Nowe Miasto (POZ) - Poznań-Piątkowo (POZ) - Poznań-Rataje (POZ) - Poznań-Stare Miasto (POZ) - Poznań-Starołęka (POZ) - Poznań-Winogrady (POZ) - Prabuty (ELB) - Praszka (CZE) - Prochowice (LEG) | - Proszowice (KIE) - Prószków (OPO) - Pruchnik (PRZ) - Prudnik (OPO) - Prusice (WRO) - Pruszcz Gdański (GDA) - Pruszków (WAW) - Przasnysz (PLO) - Przedbórz (RAD) - Przemęt (POZ) - Przemyśl I (PRZ) - Przemyśl II (PRZ) - Przemyśl III (PRZ) - Przeworsk I (PRZ) - Przeworsk II (PRZ) - Przeźmierowo (POZ) - Przysucha (RAD) - Przytyk (RAD) - Pszczew (ZIE) - Pszczyna (KAT) - Pszów (KAT) - Puck (GDA) - Puławy (LUB) - Pułtusk (PLO) - Pustków-Osiedle (TAR) - Pyrzyce (SZC) - Pyskowice (GLI) - Pysznica (SAN) |

   (wróć do indeksu)

## R
| - Rabka (KRA) - Raciąż (PLO) - Racibórz (OPO) - Radłów (TAR) - Radom-Centrum (RAD) - Radom-Południe (RAD) - Radom-Północ (RAD) - Radom-Wschód (RAD) - Radom-Zachód (RAD) - Radomsko – Najświętszego Serca Pana Jezusa (CZE) - Radomsko – św. Lamberta (CZE) - Radomyśl Wielki (TAR) - Radoszyce (RAD) - Radymno I (PRZ) - Radymno II (PRZ) - Radziechowy (BIE) - Radziejów (WLO) - Radzymin (WAS) - Radzyń Chełmiński (TOR) | - Radzyń Podlaski (SIE) - Rajgród (ELC) - Raniżów (SAN) - Raszków (KAL) - Raszyn (WAW) - Rawa Mazowiecka (LOW) - Rawicz (POZ) - Reda (GDA) - Resko (SZC) - Reszel (WAR) - Rogowo (GNI) - Rogoźno (GNI) - Rokitno (ZIE) - Ropa (TAR) - Ropczyce (RZE) - Rozogi (WAR) - Rozprza (CZE) - Różan (LOM) | - Ruda Śląska (KAT) - Rudnik nad Sanem (SAN) - Rybnik (KAT) - Rybno Pomorskie (TOR) - Rydzyna (POZ) - Ryki (SIE) - Rymanów (PRZ) - Rypin (PLO) - Rytel (PEL) - Rzekuń (LOM) - Rzepedź (PRZ) - Rzepin (ZIE) - Rzeszów Fara (RZE) - Rzeszów Katedra (RZE) - Rzeszów Południe (RZE) - Rzeszów Północ (RZE) - Rzeszów Wschód (RZE) - Rzeszów Zachód (RZE) |

   (wróć do indeksu)

## S
| - Sadów (GLI) - Sandomierz (SAN) - Sanniki (LOW) - Sanok I (PRZ) - Sanok II (PRZ) - Sarnaki (DRO) - Sączów (SOS) - Sejny (ELC) - Serock (PLO) - Sędziszów (KIE) - Sędziszów Małopolski (RZE) - Sępólno Krajeńskie (BYD) - Siedlce (SIE) - Siedliszcze (LUB) - Siemianowice Śląskie (KAT) - Siemiatycze (DRO) - Sieniawa (PRZ) - Siennica (WAS) - Sienno (RAD) - Sieradz I (WLO) - Sieradz II (WLO) - Sierakowice (PEL) - Sierpc (PLO) - Siewierz (SOS) - Sił Powietrznych (ORD) - Siołkowice (OPO) - Sitaniec (ZAM) - Skalbmierz (KIE) - Skała (KIE) - Skarszewy (PEL) - Skarżysko-Kamienna (RAD) - Skawina (KRA) - Skierniewice – Najświętszego Serca Pana Jezusa (LOW) - Skierniewice – św. Jakuba (LOW) - Skoczów (BIE) - Skoroszyce (OPO) - Skórcz (PEL) - Sława Śląska (ZIE) - Sławków (SOS) - Sławno (KOS) - Słomniki (KIE) - Słupca (GNI) | - Słupsk Wschód (KOS) - Słupsk Zachód (KOS) - Sobótka (WRO) - Sochaczew – MB Nieustającej Pomocy (LOW) - Sochaczew – św. Wawrzyńca (LOW) - Sokołów Małopolski (RZE) - Sokołów Podlaski (DRO) - Sokółka (BIA) - Solina (PRZ) - Sompolno (WLO) - Sopot (GDA) - Sosnowiec – Chrystusa Króla (SOS) - Sosnowiec – św. Barbary (SOS) - Sosnowiec – św. Jadwigi Śląskiej (SOS) - Sosnowiec – św. Tomasz Apostoła (SOS) - Sosnowiec – Wniebowzięcia NMP (SOS) - Stalowa Wola (SAN) - Stanisławów (WAS) - Starachowice-Południe (RAD) - Starachowice-Północ (RAD) - Stargard Wschód (SZC) - Stargard Zachód (SZC) - Starogard Gdański (PEL) - Stary Sącz (TAR) - Staszów (SAN) - Stawiszyn (KAL) - Sterdyń (DRO) - Stęszew (POZ) - Stężyca (PEL) - Stopnica (KIE) - Strumień (BIE) - Stryków (LOD) - Strzałkowo (GNI) - Strzegom (SWI) - Strzegowo (PLO) - Strzelce Krajeńskie (ZIE) - Strzelce Opolskie (OPO) - Strzelin (WRO) - Strzelno (GNI) | - Strzyżów (RZE) - Sucha Beskidzka (KRA) - Suchań (SZC) - Suchożebry (SIE) - Sulechów (ZIE) - Sulejów (LOD) - Sulejówek (WAS) - Sulęcin (ZIE) - Sulmierzyce (CZE) - Sułkowice (KRA) - Sułoszowa (SOS) - Susz (ELB) - Suwałki – Ducha Świętego (ELC) - Suwałki – Miłosierdzia Bożego (ELC) - Suwałki – św. Benedykta i Romualda (ELC) - Swarzędz (POZ) - Syców (KAL) - Szadek (WLO) - Szamotuły (POZ) - Szczebrzeszyn (ZAM) - Szczecin-Dąbie (SZC) - Szczecin-Niebuszewo (SZC) - Szczecin-Pogodno (SZC) - Szczecin-Pomorzany (SZC) - Szczecin-Słoneczne (SZC) - Szczecin-Śródmieście (SZC) - Szczecin-Żelechowa (SZC) - Szczecinek (KOS) - Szczekociny (KIE) - Szczepanów (TAR) - Szczerców (LOD) - Szczucin (TAR) - Szczuczyn (LOM) - Szczytno (WAR) - Szepietowo (LOM) - Szewna (SAN) - Szklarska Poręba (LEG) - Szpetal Górny (WLO) - Szprotawa (ZIE) - Sztum (ELB) - Szubin (BYD) - Szydłowiec (RAD) |

   (wróć do indeksu)

## Ś
| - Ścinawa (LEG) - Ślesin (WLO) - Śmigiel (POZ) - Śrem (POZ) - Środa Śląska (WRO) - Środa Wielkopolska (POZ) | - Świdnica-Wschód (SWI) - Świdnica-Zachód (SWI) - Świdnik (LUB) - Świdwin (KOS) - Świebodzice (SWI) - Świebodzin – Miłosierdzia Bożego (ZIE) - Świebodzin – NMP Królowej Polski (ZIE) | - Świecie nad Wisłą (PEL) - Świerzawa (LEG) - Święciechowa (POZ) - Świętochłowice (KAT) - Święty Krzyż (SAN) - Świnoujście (SZC) |

   (wróć do indeksu)

## T
| - Tarczyn (WAW) - Tarnobrzeg (SAN) - Tarnogród (ZAM) - Tarnoszyn (ZAM) - Tarnowskie Góry (GLI) - Tarnów Południe (TAR) - Tarnów Północ (TAR) - Tarnów Wschód (TAR) - Tarnów Zachód (TAR) - Tczew (PEL) - Terespol (SIE) - Tłuchowo (PLO) - Tłuszcz (WAS) - Tomaszów-Południe (ZAM) | - Tomaszów-Północ (ZAM) - Tomaszów Mazowiecki (diecezja radomska) (RAD) - Tomaszów Mazowiecki (archidiecezja łódzka) (LOD) - Toruń I (TOR) - Toruń II (TOR) - Toruń III (TOR) - Toruń IV (TOR) - Toszek (GLI) - Trąbki Wielkie (GDA) - Truskolasy (CZE) - Trzcianka (KOS) - Trzcinica (KAL) - Trzebiatów (SZC) - Trzebinia (KRA) - Trzebnica (WRO) | - Trzemeszno (GNI) - Tuchola (PEL) - Tuchów (TAR) - Tuliszków (WLO) - Turek (WLO) - Turobin (LUB) - Tuszyn (LOD) - Twardogóra (KAL) - Tworków (OPO) - Tychy Nowe (KAT) - Tychy Stare (KAT) - Tyczyn (RZE) - Tymbark (TAR) - Tyszowce (ZAM) |

   (wróć do indeksu)

## U
| - Ujanowice (TAR) - Ujazd Śląski (OPO) - Ulanów (SAN) | - Uniejów (WLO) - Unisław Pomorski (TOR) - Urzędów (LUB) | - Ustka (KOS) - Ustrzyki Dolne (PRZ) - Uście Solne (TAR) |

   (wróć do indeksu)

## W
| - Wadowice-Południe (KRA) - Wadowice-Północ (KRA) - Wałbrzych-Południe (SWI) - Wałbrzych-Północ (SWI) - Wałbrzych-Zachód (SWI) - Wałcz (KOS) - Warta (WLO) - Warka (WAW) - Warszawa-Anin (WAS) - Warszawa-Bielany (WAW) - Warszawa-Bródno (WAS) - Warszawa-Grochów (WAS) - Warszawa-Jelonki (WAW) - Warszawa-Mokotów (WAW) - Warszawa-Ochota (WAW) - Warszawa-Praga (WAS) - Warszawa-Rembertów (WAS) - Warszawa-Stare Miasto (WAW) - Warszawa-Śródmieście (WAW) - Warszawa-Tarchomin (WAS) - Warszawa-Ursus (WAW) - Warszawa-Ursynów (WAW) - Warszawa-Wilanów (WAW) - Warszawa-Wola (WAW) - Warszawa-Żoliborz (WAW) - Wawrzeńczyce (KRA) - Wasilków (BIA) | - Wąbrzeźno (TOR) - Wągrowiec (GNI) - Wejherowo (GDA) - Węgliniec (LEG) - Węgorzewo (ELC) - Węgrów (DRO) - Wiązów (WRO) - Widawa (LOD) - Wieleń (POZ) - Wieliczka Wschód (KRA) - Wieliczka Zachód (KRA) - Wielopole Skrzyńskie (RZE) - Wieluń – NMP Pocieszenia (CZE) - Wieluń – św. Wojciecha (CZE) - Wieruszów (KAL) - Wierzbica (RAD) - Wilamowice (BIE) - Wiskitki (LOW) - Wisła (BIE) - Wisznice (SIE) - Wiślica (KIE) - Witkowo (GNI) - Włocławek I (WLO) - Włocławek II (WLO) - Włodawa (SIE) - Włoszczowa (KIE) - Wodzisław (KIE) - Wodzisław Śląski (KAT) - Wojnicz (TAR) - Wojsk Lądowych (ORD) - Wojsk Specjalnych (ORD) | - Wolbórz (LOD) - Wolbrom – Podwyższenia Krzyża Świętego (SOS) - Wolbrom – św. Katarzyny (SOS) - Wolin (SZC) - Wolsztyn (POZ) - Wołczyn (KAL) - Wołomin (WAS) - Wołów (WRO) - Woźniki (GLI) - Wrocław Katedra (WRO) - Wrocław Krzyki (WRO) - Wrocław południe (WRO) - Wrocław północ I (Osobowice) (WRO) - Wrocław północ II (Sępolno) (WRO) - Wrocław północ III (Psie Pole) (WRO) - Wrocław Śródmieście (WRO) - Wrocław wschód (WRO) - Wrocław zachód (Leśnica) (WRO) - Wrocław zachód I (Kozanów) (WRO) - Wronki (POZ) - Września I (GNI) - Września II (GNI) - Wschowa (ZIE) - Wyrzysk (BYD) - Wysoka (BYD) - Wysokie Mazowieckie (LOM) - Wyszków (LOM) - Wyszogród (PLO) |

   (wróć do indeksu)

## Z
| - Zabrze (GLI) - Zabrze-Mikulczyce (GLI) - Zagnańsk (KIE) - Zagórów (GNI) - Zagwiździe (OPO) - Zakliczyn (TAR) - Zaklików (SAN) - Zakopane (KRA) - Zakroczym (PLO) - Zakrzówek (LUB) - Zambrów (LOM) - Zamość (ZAM) - Zator (KRA) | - Zawadzkie (OPO) - Zawichost (SAN) - Zawiercie – NMP Królowej Polski (CZE) - Zawiercie – św. Piotra i Pawła (CZE) - Ząbkowice Śląskie-Południe (SWI) - Ząbkowice Śląskie-Północ (SWI) - Zbąszyń (POZ) - Zblewo (PEL) - Zbuczyn (SIE) - Zduny (KAL) - Zduńska Wola (WLO) - Zelów (LOD) - Zgierz (LOD) - Zgorzelec (LEG) | - Zielona Góra – Ducha Świętego (ZIE) - Zielona Góra – Podwyższenia Krzyża Świętego (ZIE) - Zielona Góra – św. Jadwigi (ZIE) - Zielonka (WAS) - Ziębice (WRO) - Złoczew (KAL) - Złotniki Kujawskie (GNI) - Złotoryja (LEG) - Złotów I (BYD) - Złotów II (BYD) - Zwoleń (RAD) |

   (wróć do indeksu)

## Ż
| - Żabno (TAR) - Żagań (ZIE) - Żandarmerii Wojskowej (ORD) - Żarki (CZE) - Żarnowiec (diecezja kielecka) (KIE) - Żarnowiec (archidiecezja gdańska) (GDA) - Żarnów (RAD) - Żary (ZIE) | - Żelechów (SIE) - Żerków (KAL) - Żnin (GNI) - Żołynia (PRZ) - Żory (KAT) - Żukowo (GDA) - Żuławy Steblewskie (GDA) | - Żurawica (PRZ) - Żuromin (PLO) - Żychlin (LOW) - Żyglin (GLI) - Żyrardów (LOW) - Żywiec (BIE) |

   (wróć do indeksu)

## Zniesione dekanaty
| Dekanat             | Diecezja | Zniesiony     | Uwagi                                                                        |
| ------------------- | -------- | ------------- | ---------------------------------------------------------------------------- |
| Dekanat Białostocki |          | 4 lutego 1975 | Podział na dekanaty: Białystok Południe, Białystok Zachód i Białystok Północ |

| Dekanat                               | Diecezja                  | Zniesiony          | Uwagi |
| ------------------------------------- | ------------------------- | ------------------ | --- |
| Dekanat Białystok Południe            | Archidiecezja białostocka |                    | |
| Dekanat Białystok Północ              | Archidiecezja białostocka |                    | |
| Dekanat Białystok Zachód              | Archidiecezja białostocka |                    | |
| Dekanat dłutowski                     | Archidiecezja łódzka      | 1 września 2015    | Zniesienie dekanatu i rozdzielenie parafii do dekanatów: tuszyńskiego i zelowskiego |
| Dekanat Dzierżoniów-Południe          | Diecezja świdnicka        | 11 czerwca 2007    | Podziału dekanatów Dzierżoniów-Południe i Dzierżoniów-Północ na dekanaty: Bielawa, Dzierżoniów i Piława Górna |
| Dekanat Dzierżoniów-Północ            | Diecezja świdnicka        | 11 czerwca 2007    | Podziału dekanatów Dzierżoniów-Południe i Dzierżoniów-Północ na dekanaty: Bielawa, Dzierżoniów i Piława Górna |
| Dekanat Frombork                      | Archidiecezja warmińska   | 2022 r.            | Zniesienie dekanatu i rozdzielenie parafii do dekanatu Braniewo |
| Dekanat Gościsław                     | Diecezja świdnicka        | 1 lipca 2008       | Reorganizacja na dekanaty: Strzegom i Żarów |
| Dekanat Gliwice-Ostropa               | Diecezja gliwicka         | 25 marca 2019      | Parafie rozdzielone i włączone do dekanatów Gliwice, Gliwice-Łabędy, Kuźnia Raciborska, Gliwice-Sośnica |
| Dekanat Jeziorany                     | Archidiecezja warmińska   | 2022 r.            | Parafie rozdzielone i włączone do dekanatów Barczewo, Biskupiec Reszelski, Dobre Miasto i Lidzbark Warmiński |
| Dekanat Karsznice                     | Archidiecezja łódzka      | 1 września 2015    | Zniesienie dekanatu i rozdzielenie parafii do dekanatów: łaskiego i widawskiego |
| Dekanat Kętrzyn I – Południowy Zachód | Archidiecezja warmińska   | 2022 r.            | W jego miejsce został erygowany dekanat Dekanat Kętrzyn, drobne zmiany przynależności jednej parafii |
| Dekanat Kętrzyn II – Północny Wschód  | Archidiecezja warmińska   | 2022 r.            | W jego miejsce został erygowany dekanat Dekanat Kętrzyn |
| Dekanat Kolbuszowa                    | Diecezja rzeszowska       | sierpień 2012      | Podział na dekanaty Kolbuszowa Wschód i Kolbuszowa Zachód |
| Dekanat kolski                        | Diecezja włocławska       | 1994 r.            | Przywrócony do istnienia 2 lutego 2015 r. z parafii dekanatu kolskiego II i wszystkich w mieście Koło |
| Dekanat kolski I                      | Diecezja włocławska       | 1 marca 2015       | W jego miejsce powołano dekanaty: kolski i kościelecki |
| Dekanat kolski II                     | Diecezja włocławska       | 1 marca 2015       | W jego miejsce powołano dekanaty: kolski i kościelecki |
| Dekanat Kozłowo                       | Archidiecezja warmińska   | 2022 r.            | Zniesienie dekanatu i rozdzielenie parafii do dekanatów Nidzica i Grunwald |
| Dekanat krzepczowski                  | Archidiecezja łódzka      | 1 września 2015    | Zniesienie dekanatu i rozdzielenie parafii do dekanatów: bełchatowskiego, piotrkowskiego, tuszyńskiego i wolborskiego                                                                                                 |
| Dekanat kurowicki                     | Archidiecezja łódzka      | 1 września 2015    | Zniesienie dekanatu i rozdzielenie parafii do dekanatów: Łódź-Olechów, koluszkowskiego i wolborskiego |
| Dekanat mławski                       | Diecezja płocka           | 18 września 2018   | Podział na dekanaty: mławski wschodni i mławski zachodni |
| Dekanat Legnica Katedra               | Diecezja legnicka         | marzec 2016        | Zniesienie dekanatu i rozdzielenie parafii do dekanatów: Legnica Wschód i Legnica Zachód |
| Dekanat Łódź-Dąbrowa                  | Archidiecezja łódzka      | 1 września 2015    | Połączony z dekanatem Łódź Chojny |
| Dekanat Łódź-Teofilów                 | Archidiecezja łódzka      | 1 września 2015    | Połączony z dekanatem Dekanat-Żubardź w dekanat Dekanat Łódź-Teofilów-Żubardź |
| Dekanat Łódź-Ruda                     | Archidiecezja łódzka      | 1 września 2015    | W jego miejsce został erygowany dekanat Dekanat Łódź-Retkinia-Ruda, drobne zmiany przynależności jednej parafii |
| Dekanat Łódź-Żubardź                  | Archidiecezja łódzka      | 1 września 2015    | Połączony z dekanatem Łódź-Teofilów w dekanat Łódź-Teofilów-Żubardź |
| Dekanat Malczyce                      | Archidiecezja wrocławska  | 1 stycznia 2008    | Parafie przyłączone do dekanatów: Środa Śląska i Brzeg Dolny |
| Dekanat Mrągowo II                    | Archidiecezja warmińska   | 2022 r.            | W jego miejsce został erygowany dekanat Dekanat Mrągowo |
| Dekanat Mrągowo I                     | Archidiecezja warmińska   | 2022 r.            | W jego miejsce został erygowany dekanat Dekanat Mrągowo |
| Dekanat muranowski                    | Archidiecezja warszawska  | 1 grudnia 2012     | Parafie rozdzielone i włączone do dekanatów staromiejskiego, śródmiejskiego i wolskiego |
| Dekanat Namysłów                      | Archidiecezja wrocławska  | 1 stycznia 2008    | Zniesienie dekanatów Namysłów i Włochy, w ich miejsce tworząc dekanaty: Namysłów wschód i Namysłów zachód |
| Dekanat Nowa Ruda                     | Diecezja świdnicka        | 11 czerwca 2007    | Podział na dekanaty: Nowa Ruda i Nowa Ruda Słupiec |
| Dekanat Olsztyn I – Śródmieście       | Archidiecezja warmińska   | 2022 r.            | Zniesienie dekanatu i rozdzielenie parafii do dekanatów Olsztyn Śródmieście i Olsztyn Północ |
| Dekanat Olsztyn II – Zatorze          | Archidiecezja warmińska   | 2022 r.            | Zniesienie dekanatu i rozdzielenie parafii do dekanatów Olsztyn Północ i Dobre Miasto |
| Dekanat Olsztyn III – Gutkowo         | Archidiecezja warmińska   | 2022 r.            | Zniesienie dekanatu i rozdzielenie parafii do dekanatów Olsztyn Północ i Łukta |
| Dekanat Olsztyn IV – Jaroty           | Archidiecezja warmińska   | 2022 r.            | Zniesienie dekanatu i rozdzielenie parafii do dekanatów Olsztyn Południe i Olsztynek |
| Dekanat Olsztyn V – Kormoran          | Archidiecezja warmińska   | 2022 r.            | Zniesienie dekanatu i rozdzielenie parafii do dekanatów Barczewo, Olsztyn Południe i Olsztyn Śródmieście |
| Dekanat Ostróda – Wschód              | Archidiecezja warmińska   | 2022 r.            | W jego miejsce został erygowany dekanat Dekanat Ostróda, drobne zmiany przynależności jednej parafii |
| Dekanat Ostróda – Zachód              | Archidiecezja warmińska   | 2022 r.            | W jego miejsce został erygowany dekanat Dekanat Ostróda, drobne zmiany przynależności jednej parafii |
| Dekanat Pasym                         | Archidiecezja warmińska   | 2022 r.            | Zniesienie dekanatu i rozdzielenie parafii do dekanatów: Barczewo i Szczytno |
| Dekanat Pieniężno                     | Archidiecezja warmińska   | 2022 r.            | Zniesienie dekanatu i rozdzielenie parafii do dekanatów: Górowo Iławeckie i Orneta |
| Dekanat płoński                       | Diecezja płocka           | 18 września 2018   | Podział na dekanaty: płoński południowy i płoński północny |
| Dekanat puszczykowski                 | Archidiecezja poznańska   | 8 kwietnia 2004 r. | Przemianowanie na dekanat luboński i drobne zmiany przynależności parafii |
| Dekanat Sępopol                       | Archidiecezja warmińska   | 2022 r.            | Zniesienie dekanatu i rozdzielenie parafii do dekanatów: Bartoszyce i Reszel |
| Dekanat Stalowa Wola-Południe         | Diecezja sandomierska     | 2010 r.            | W jego miejsce został utworzony dekanat Stalowa Wola. |
| Dekanat Stalowa Wola Północ           | Diecezja sandomierska     | 2010 r.            | W jego miejsce powstał dekanat Pysznica |
| Dekanat Stare Tarnowice               | Diecezja gliwicka         | 25 marca 2019      | Parafie rozdzielone i włączone do dekanatów Tarnowskie Góry, Toszek, Żyglin |
| Dekanat służewski                     | Archidiecezja warszawska  | 1 grudnia 2012     | Parafie rozdzielone i włączone do dekanatów:mokotowskiego,ursynowskiego i wilanowskiego |
| Dekanat Strzegom                      | Diecezja świdnicka        | 1 lipca 2008       | Reorganizacja na dekanaty: Strzegom i Żarów |
| Dekanat sulejowski                    | Archidiecezja łódzka      | 1 września 2015    | Przywrócony 1 września 2020 |
| Dekanat Świątki                       | Archidiecezja warmińska   | 2022 r.            | Zniesienie dekanatu i rozdzielenie parafii do dekanatów: Dobre Miasto, Łukta i Orneta |
| Dekanat świętokrzyski                 | Archidiecezja warszawska  | 1 grudnia 2012     | Parafie rozdzielone i włączone do dekanatów śródmiejskiego i staromiejskiego |
| Dekanat Tarnobrzeg Południe           | Diecezja sandomierska     | 2015               | W jego miejsce został erygowany Dekanat Nowa Dęba |
| Dekanat Tarnobrzeg Północ             | Diecezja sandomierska     | 2015               | W jego miejsce został erygowany Dekanat Tarnobrzeg |
| Dekanat Włochy                        | Archidiecezja wrocławska  | 1 stycznia 2008    | Zniesienie dekanatów Namysłów i Włochy, w ich miejsce tworząc dekanaty: Namysłów wschód i Namysłów zachód |
| Dekanat Wieliczka                     | Archidiecezja krakowska   | 1 września 2014    | Podzielony na dwa dekanaty: dekanat Wieliczka Wschód i dekanat Wieliczka Zachód |
| Dekanat Ząbkowice Śląskie             | Diecezja świdnicka        | 1 lipca 2008       | Podział na dekanaty: Ząbkowice Śląskie-Południe i Ząbkowice Śląskie-Północ oraz równoczesne przeniesienie parafii pw. św. Mikołaja w Brzeźnicy z dekanatu Kamieniec Ząbkowicki do dekanatu Ząbkowice Śląskie-Południe |

(wróć do indeksu)